# Léon l'Hébreu
Pour les articles homonymes, voir Abravanel (homonymie).
Juda Abravanel dit Léon l'Hébreu (né à Lisbonne vers 1460 - mort à Naples après 1521) est un médecin, philosophe néoplatonicien et poète juif portugais de la Renaissance.

## Biographie
Issu de l'illustre famille Abravanel, il est le fils d'Isaac Abravanel, philosophe qui fut accusé de complot et dut quitter précipitamment le Portugal avec sa famille en 1483. Il se fixèrent d'abord à Tolède jusqu'en 1492.
Ayant refusé de se convertir au christianisme, il est expulsé d'Espagne en 1492 et s'installe alors à Gênes puis à Naples.
En 1502, ses célèbres Dialogues d'amour étaient déjà terminés, semble-t-il, en italien (Dialoghi d'amore), mais ils ne furent pas imprimés avant 1535 à Rome.

## Influences reçues et données

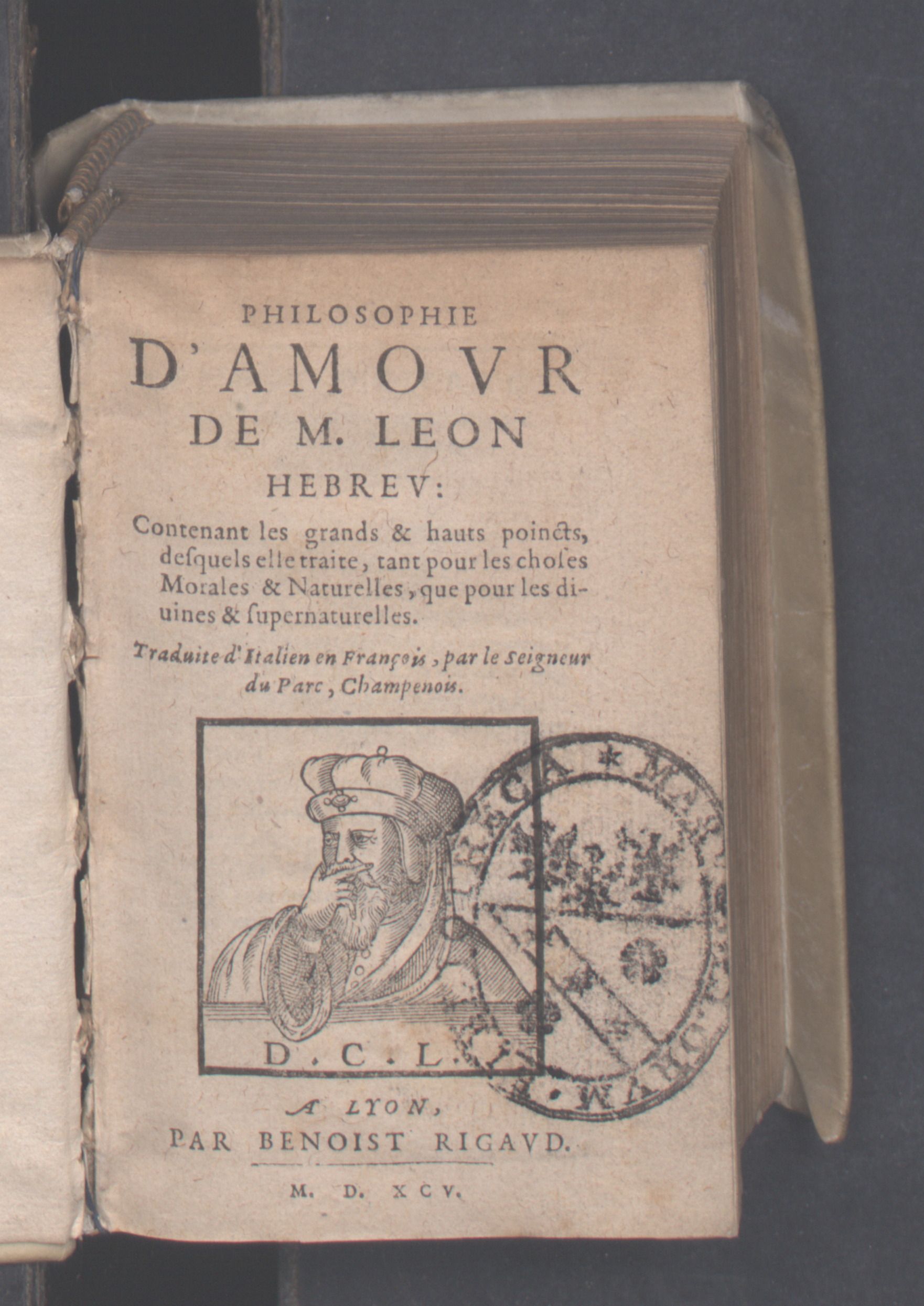
Philosophie d'amour, 1595

Léon l'Hébreu fait la synthèse du néo-platonisme et de la kabbale. Comme le dira la traduction française en 1551 de ses Dialogues d'amour, Léon l'Hébreu fait « Platon mosaïc et du nombre des caballistes ».
On note clairement dans son œuvre l'influence de Platon par l'intermédiaire de Maïmonide, Juhanam Alemanno, Giovanni Pontano, Mario Equicola, Gilles de Viterbe. Ce fut cependant l'œuvre de Marsile Ficin qui fut son modèle, Dialogo sopra l'amore, mais León Hebreo sut exposer d'une manière plus complète, originale et profonde l'esthétique platonicienne et réussit à dépasser son modèle.
Outre le néoplatonisme, on sent l'influence de la kabbale juive. D'ailleurs la traduction latine de ses Dialogues d'amour seront intégrés dans l'anthologie de la kabbale par Pisterius en 1587 (Artis Cabalisticae).
Son œuvre eut une influence profonde sur les néoplatoniciens espagnols du XVIe siècle, et les traductions se multiplièrent. L'une d'elles, réalisée  par Garcilaso de la Vega, fut mise à l’Index librorum prohibitorum du Vatican pour ses traits cabalistiques et théosophiques.
On retrouve également des traces des Dialogues dans les œuvres de Baldassare Castiglione, Pietro Bembo, Juan Boscán, Garcilaso de la Vega, Francisco de Aldana, Maximiliano Calvi, Fernando de Herrera, Luís de Camões, Pedro Malón de Chaide, Montaigne, Miguel de Cervantes etc.
Ce dernier écrivait même dans Don Quichotte : « Avez-vous à parler d’amours ? pour peu que vous sachiez quatre mots de la langue italienne, vous trouverez dans León Hebreo de quoi remplir la mesure toute comble. »

## LesDialogues d'amour
Cet ouvrage semble rédigé d'abord en espagnol, ensuite traduit en toscan (selon Carl Gebhardt). Il aurait été écrit à Gênes et à Naples entre 1497 et 1502, peut-être fini en 1503.

### Œuvre de Léon l'Hébreu
- Leone Ebreo, Dialoghi d'Amore. Hebraeische Gedichte, Herausgegeben mit einer Darstellung des Lebens und des Werkes Leones, Bibliographie, Register zu den Dialoghi, Uebertragung der Hebraeischen Texte, Regesten, Urkunden und Anmerkungen von Carl Gebhardt, Curis Societatis Spinozanae, Heidelberg - Londres - Paris - Amsterdam MCMXXIX (« Bibliotheca Spinozana », tome III).
- Leone Ebreo (Giuda Abarbanel), Dialoghi d'Amore, a cura di Santino Caramella, Laterza, Bari 1929 (« Scrittori d'Italia » 114)
- Traductions françaises : Philosophie d'amour de M. Leon Hebreu, traduicte d'italien en françoys, par le seigneur du Parc Champenois (= Denis Sauvage), 1551. Autre trad., la même année 1551, par Pontus de Tyard. Trad. latine en 1564 par Jean Charles Sarasin.  Dialogues d'amour, édi. par Saverio Ansaldi, commentaires par Tristan Dagron, trad. par Pontus de Tyard (1551), éd. Vrin, 2006.

### Études sur Léon l'Hébreu
- Carl Gebhardt, Einleitung zu Leone Ebreo, p. 1-110.
- Thomas Gilbhard, Bibliografia degli studi su Leone Hebreo (Jehudah Abravanel), dans « Accademia. Revue de la Société Marsile Ficin », VI, 2004, p. 113-134.
- Angela Guidi, « La sagesse de Salomon et le savoir philosophique », dans Revue des sciences philosophiques et théologiques, XCI, 2007, p. 241-264.
- W. Melczer, "Platonisme et aristotélisme dans la pensée de Léon l'Hébreu", in Platon et Aristote. XVIe colloque international de Tours, Paris, 1976, p. 293-306.